# Wilhelm Buck
Pour les articles homonymes, voir Buck.
Wilhelm Buck, né le 12 novembre 1869 à Bautzen et mort le 2 décembre 1945 à Radebeul, est un homme politique allemand membre du SPD. 
Il est notamment, du 5 mai 1920 au 21 mars 1923, premier ministre de la Saxe (son ministre de l'intérieur est Richard Lipinski), après avoir occupé le poste de ministre de la culture de 1918 à 1919.

## Écrits
- Was ist im deutschen Volksstaat erreicht? (Qu'est-ce qui est atteint dans la République allemande ?), (1919).